# NGC 4672
NGC 4672 је спирална галаксија у сазвежђу Кентаур која се налази на NGC листи објеката дубоког неба.
Деклинација објекта је - 41° 42' 21" а ректасцензија 12h 46m 15,6s. Привидна величина (магнитуда) објекта NGC 4672 износи 13,1 а фотографска магнитуда 14,0. Налази се на удаљености од 56,167 милиона парсека од Сунца. NGC 4672 је још познат и под ознакама ESO 322-73, MCG -7-26-41, AM 1243-412, IRAS 12435-4125, PRC C-42, DCL 189, PGC 43073.